# Випадок з практики
«Випадок з практики» (рос. Случай из практики) — оповідання А. П. Чехова, вперше опубліковане у 1898 році.

## Сюжет
Сам А. П. Чехов близько лютого-березня 1898 року зробив конспективний запис сюжету:
|   | Фабрика, 1000 робітників. Ніч. Сторож б'є в дошку. Маса праці, маса страждань — і все це для нікчеми, що володіє фабрикою. Дурна мати, гувернантка, дочка… Дочка захворіла, кликали з Москви професора, але він не поїхав, послав ординатора. Ординатор вночі слухає стукіт сторожів і думає. Спадають на думку будівлі на палях. „Невже все своє життя я повинен працювати, як і ці фабричні, тільки для цих нікчем, ситих, товстих, пустих, дурних?“ — „Хто йде?“ — Точно в'язниця»Оригінальний текст (рос.) Фабрика, 1000 рабочих. Ночь. Сторож бьет в доску. Масса труда, масса страданий — и всё это для ничтожества, владеющего фабрикой. Глупая мать, гувернантка, дочь... Дочь заболела, звали из Москвы профессора, но он не поехал, послал ординатора. Ординатор ночью слушает стук сторожей и думает. Приходят на ум свайные постройки. „Неужели всю свою жизнь я должен работать, как и эти фабричные, только для этих ничтожеств, сытых, толстых, праздных, глупых?“ — „Кто идет?“ — Точно тюрьма |
| — | |

В оповіданні описується ординатор Корольов, якого професор медицини направив замість себе на допомогу хворій доньці власниці фабрики Лялікової. Приїхавши до пані Лялікової він оглянув її дочку Лізу, сказав, що «серце в порядку; ймовірно, причина — у розладнаних нервах» і порадив лягати спати, а сам думав, що «дівчині пора виходити заміж».
Із розмови з гувернанткою будинку доктор зрозумів, що вона «жила тут у своє повне задоволення». Залишившись у будинку на ніч, він міркував про життя робітників на фабриці — «напевно таке ж важке і безпросвітне, як і на інших фабриках. Корольов думав про те, що „тисячі півтори-дві фабричних працюють без відпочинку, у нездоровій обстановці, роблячи поганий ситець, живуть надголодь і лише зрідка в шинку тверезіють від цього кошмару; сотня людей наглядає за роботою, і все життя цієї сотні йде на записування штрафів, на лайку, несправедливості, і тільки двоє-троє, так звані господарі, користуються вигодами, хоча зовсім не працюють і зневажають поганий ситець“. Корольов думав, що власниця фабрики і її дочка нещасні. Добре живе тільки гувернантка».
На його думку, працюють п'ять корпусів фабрики тільки для того, щоб гувернантка могла їсти стерлядь і пити мадеру і зрозумів, що «Ліза і її мати, такі багаті та успішні, дуже нещасні. Багата наречена теж страждає, як і робітники на її фабриці. Душевні страждання змінили негарну Лізу, і Корольов побачив у ній розумну і непересічну особистість з гарною душею».

## Історія публікації
Оповідання писалось під час перебування Чехова в Ялті, і було завершене до 11 листопада 1898 року: про це повідомляє знайомий лікар письменника В. І. Орлов у листі: «щоб впоратися з дощем і поганою погодою [Чехов] сів і написав ціле оповідання». 14 листопада «Випадок з практики» був надісланий у журнал «Русская мысль» і був опублікований 12 грудня у № 12 з підзаголовком «Оповідання» та підписом «Антон Чехов». З невеликими правками Чехов включив твір у дев'ятий том свого першого зібрання творів, опублікованого російським друкарем Адольфом Федоровичем Марксом у 1899—1901 роках.
За життя Чехова оповідання перекладалась чеською і сербськохорватською мовами.

## Відгуки
Оповідання «Випадок з практики» отримало схвалення літературного критика й письменника І. І. Горбунова-Посадова: він писав про нього у приватному листі до Чехова. Також гарні відгуки помістили А. Скабічевський у журналі «Син вітчизни» (рос. Сын отчества) та А. І. Богданович у журналі «Світ божий» (рос. Мир божий).